# シクロサリン
シクロサリン (cyclosarin) とはサリンと同系統の有機リン系神経ガスである。別名 GF。サリンのイソプロピル基がシクロヘキシル基に変わっただけの構造だが、その物理的特徴はサリンと全く異なり、気化しにくいうえ引火しやすい。
1949年にドイツのゲルハルト・シュラーダー博士率いるチームが開発した。ドイツ (Germany) で開発されたことからアメリカでは G剤 と呼ばれた。ただし、前駆体のコストが高いため、大量生産されることはなかった。
常温でのシクロサリンは甘くてカビ臭いにおいがすると言われている。
外観は無色の液体である。